# ジェフリー・ジェリコー

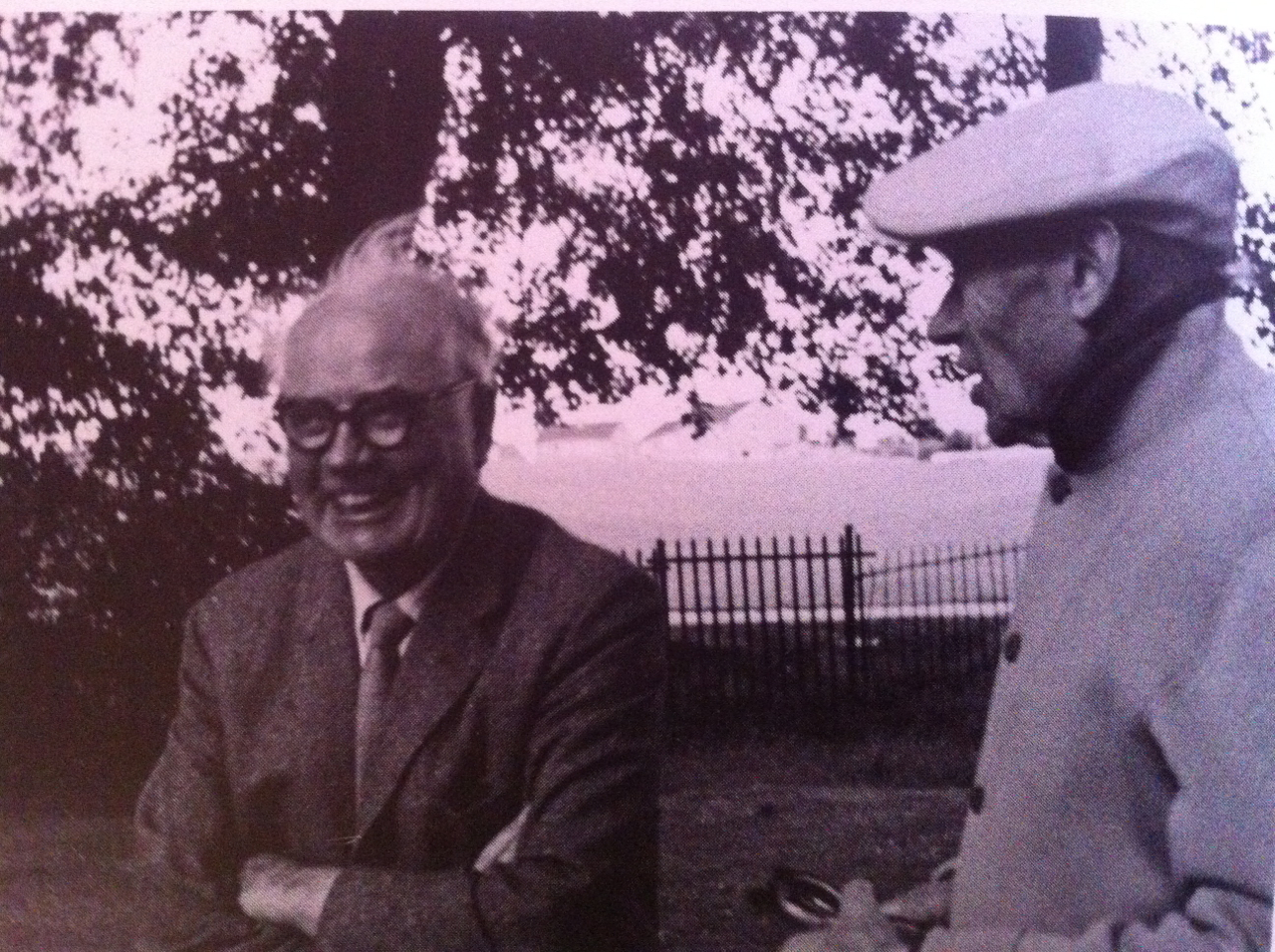
ジェリコー(左)と画家のベン・ニコルソン

ジェフリー・ジェリコー(Sir Geoffrey Alan Jellicoe  1900年-1996年)は、イギリスの建築家、ランドスケープアーキテクトおよびガーデンデザイナー。どちらかというと建築家、造園の設計家よりも風景や景観についての理論家という趣で捉えられている。カール・グスタフ・ユングの研究で名高い。
ロンドンのArchitectural Association付属建築学校（AAスクール）で教育を受け、後には校長になる。

## 主な作品
- Mottisfont アビー・ガーデン
- Fulmar Grange
- クリベデン・ガーデン
- レストラン「ケーブマン」庭園、1934年-1936年
- ダッチレイ・パーク、1934年-1939年
- 水の庭, Hemel ハムステッド、1947年計画、1957年-1959年竣工
- ハーベイズ・ストアー・ルーフガーデン (現フレーザー邸)、1956年
- ケネディ・メモリアル、1964年-1965年
- ギネスヒル高速道建設に伴う残土の芸術的利用計画
- サットンイングリッシュガーデン
- Shute House、1970年-1990年
- ファーバー・カステル庭園
- ハーティウェル邸庭園、1979-1989年
- サットンプレイス庭園、1980-1986年
- ムーディー・ガーデン、1984年